# 桃花水 (凤岗河)
桃花水，流经中华人民共和国广东省阳山县和怀集县，是凤岗河左岸支流，发源于阳山县南部的同心顶，西南流经阳山县杨梅镇，至怀集县凤岗镇汇入凤岗河。河长59千米，河道平均比降8.16‰，流域面积357平方千米。流域内山高河陡、雨量充沛，富水力资源。流域内多温泉。